# فنین‌دیون
فنین‌دیون (انگلیسی: Phenindione) یک ضد انعقاد است که به عنوان یک آنتاگونیست ویتامین K عمل می‌کند.